# IC 2966
IC 2966 је емисиона маглина у сазвјежђу Мува која се налази на листи објеката дубоког неба у Индекс каталогу.
Деклинација објекта је - 64° 52' 17" а ректасцензија 11h 50m 12,9s. IC 2966 је још познат и под ознакама ESO 94-EN8.